# Балашев, Николай Николаевич
Николай Николаевич Балашев (14 декабря 1902, Хабаровск — 27 сентября 1977, Ташкент) — советский учёный, агроном-растениевод. Завкафедрой Ташкентского сельскохозяйственного института (1946—1977). Доктор сельско-хозяйственных наук (1952). Специалист по картофелеводству и возделыванию различных культур в условиях жаркого сухого климата Узбекистана.

## Биография
Н. Н. Балашев родился 14 декабря 1902 года в городе Хабаровске Приморского края. В детские годы вместе с родителями он переселился в город Ташкент, где проживал до конца своей жизни.
В конце 1919 года Н. Н. Балашев поступает на учёбу на сельскохозяйственный факультет Среднеазиатского государственного университета (ныне Национальный государственный университет), который оканчивает в начале 1925 года и получает звание ученого агронома-растениевода.
В период обучения в университете он работает сезонным практикантом Туркестанской сельскохозяйственной опытной станции им. Р. Шредера После окончания университета в начале 1925 г. Н. Н. Балашев приступает к активной научной деятельности: он заведует отделом полеводства, а затем отделом овощеводства опытной станции.
Уже в это время круг направлений его научной деятельности был весьма широк. Он занимается изучением биологических особенностей и разработкой важнейших элементов технологии возделывания в условиях жаркого сухого климата Узбекистана хлопчатника, люцерны, кенафа, кукурузы, картофеля, батата, земляники, зерновых, зернобобовых и других культур.
Н. Н. Балашев со своими коллегами по отделу полеводства сосредоточил исследования на изучении зависимости развития и урожайности сельхозкультур от площади питания и густоты стояния растений и подготовил соответствующие рекомендации для наиболее широко возделываемых в Узбекистане полевых культур.
Другим важным направлением исследований в эти годы явилось изучение особенностей применения минеральных удобрений под хлопчатник, люцерну, кенаф, овес, пшеницу, картофель, морковь, сою, кукурузу, рис. Эти исследования создали предпосылки для разработки в дальнейшем рекомендаций по срокам и дозам внесения минеральных удобрений под разные сельскохозяйственные культуры в условиях разных почв.
В поле его научных интересов в этот период большое место занимает вопрос рационального использования орошаемых земель путем возделывания повторных культур. Результаты этих исследований были использованы в дальнейшем при разработке схем овощных и картофельных севооборот, при обосновании чередования основных и повторных культур.
Отдел овощеводства уделял большое внимание изучению биологических особенностей и разработке технологии возделывания новых клубнеплодных культур — батата и топинамбура.
В период с ноября 1926 г. по ноябрь 1927 г. он призывается в Красную Армию и служит командиром одногодичником
При организации в январе 1934 года Узбекистанской республиканской овощной опытной станции Н. Н. Балашев переходит туда на должность заведующего отделом картофелеводства, который возглавляет до октября 1940 г, затем до августа 1941 г. он является научным консультантом этого отдела. Одновременно с научной работой Н. Н. Балашев посвящает себя и педагогической деятельности. С марта 1930 года он является доцентом кафедры растениеводства Ташкентского сельскохозяйственного института.
Участник Великой Отечественной войны с августа 1941 года по август 1944 года, техник-интендант в 387-й стрелковой дивизии.
По возвращении из армии Н. Н. Балашев посвящает себя педагогической деятельности. С августа 1944 г по январь 1946 г он является доцентом кафедры растениеводства Ташкентского сельскохозяйственного института, а с января 1946 r избирается заведующим вновь созданной в этом вузе кафедрой овощеводства. Данную кафедру Н. Н. Балашев возглавлял почти 32 года до своей кончины. В этот период он дважды избирается деканом плодоовощного факультета: с сентября 1945 г. по август 1950 г. и с сентября 1956 по август 1960 г.
Одновременно он ведет научные исследования по технологии возделывания и семеноводству картофеля на Узбекистанской овощекартофельной опытной станции, на кафедре и в учебном хозяйстве Ташкентского СХИ. Результаты многолетних исследований по картофелю им были обобщены в докторской диссертации на тему: «Культура картофеля в Узбекистане», которую он успешно защитил 2 июля 1951 г. Позже в 1953 г. по материалам диссертации он опубликовал фундаментальную монографию под таким же названием
В этой монографии Н. Н. Балашев осветил историю распространения картофеля в Узбекистане, современное состояние картофелеводства в стране, почвенно-климатические условия Узбекистана и агротехнические приемы возделывания картофеля в условиях жаркого климата.
В ней впервые были обобщены результаты проведенных в Средней Азии исследований по вопросам выявления причин ухудшения семенных и урожайных качеств картофеля, борьбы с вырождением, распространения вирусных болезней и разработке комплекса агроприемов выращивания здорового невырожденного посадочного материала.
В последние два десятилетия своей жизни он продолжал разработку приемов получения здорового невырожденного картофеля, возделывания картофеля в двухурожайной культуре, производства картофеля на засоленных почвах и других аспектов агротехники картофеля.
В области овощеводства в этот период под руководством Николая Николаевича были получены гетерозисные гибриды томата для открытого грунта, разработаны основные элементы технологии возделывания томата и белокочанной капусты безрассадным способом, изучены особенности выращивания в Узбекистане цветной капусты, спаржевой лобии, бамии, кольраби, выявлены эффективные гербициды для борьбы с сорняками в посевах лука и моркови, особенности возделывания томата в повторной культуре и др.
Профессор Н. Н. Балашев был страстный пропагандист всего нового и передового.
Балашев считается основоположником школы картофелеводов в Среднеазиатском регионе.
Будучи заведующим кафедрой овощеводства, Н. Н. Балашев проявил незаурядные способности организатора науки и учебного процесса.
Н. Н. Балашев уделял много внимания подготовке научной смены и педагогических кадров. Он активно привлекал к научной работе студентов, прививая им интерес к научным исследованиям. Им создана собственная научная школа ученых картофелеводов и овощеводов, которые трудятся в научных учреждениях и вузах не только нашей страны, но и за рубежом. Им подготовлено 3 доктора и 26 кандидатов наук.
Много сил Н. Н. Балашев отдавал и общественной работе. Более 15 лет он возглавлял секцию овощеводства Узбекского научно-технического общества сельского хозяйства и являлся членом правления Узбекского НТОСХ. Долгое время он был членом Координационного Совета ВАСХНИЛ и членом Научно-технического совета Среднеазиатского отделения ВАСХНИЛ.
27 сентября 1977 г. незадолго до своего 75 летия Н. Н. Балашев неожиданно скончался, будучи полон сил, энергии и творческих замыслов.

## Работы
Балашев является автором более 200 опубликованных научных и научно-популярных работ. Среди них фундаментальные монографии и учебники, научно-популярные брошюры, рекомендации производству, научные статьи и др.
1. Батат и приемы его культуры в Средней Азии // Москва, САГИЗ, 1934. 84 с. Совместно с Мелниковым, Лаврувишной.
2. Овощеводство в Узбекистане. Практическое руководство. // Ташкент, Госиздат, 1935. 318 с. Совместно с В. Ф. Бел-Кузнецовой, В. Н. Ермохиным, Г. О. Земаном, Ф. П. Лисицыным, А. И. Петровым.
3. Агротехника картофеля в Узбекистане. Ташкент, Госиздат, 1946. 116 с.
4. Агротехника люцерны в Узбекистане. Ташкент, Госиздат, 1946. 96 с.
5. Агротехника батата в Узбекистане. Ташкент, М.З. 1946.
6. Культура картофеля в Узбекистане. Ташкент Госиздат, 1953, 212с.
7. Овощеводство // Ташкент, «Средняя и высшая школа», 1961. Совместно с Г. О. Земаным. 398 с.
8. . Семеноводство картофеля на юге СССР // Москва, «Сельхозгиз», 1963. 184 с.
9. Выращивание картофеля и овощей в условиях орошения // Москва: «Колос». 1968 366с.
10. Сабзавотчилик // Ташкент, «Укитувчи», 1977. 403 с. Совместно с Г. О. Земаным
11. «Овощеводство» // Ташкент, «Укитувчи», 1981. 368 с. Совме-стно с Г. О. Земаным.